# Пустельник (Лодзинське воєводство)
Пустельник (пол. Pustelnik) — село в Польщі, у гміні Бжезньо Серадзького повіту Лодзинського воєводства.
Населення — 119 осіб (2011).
У 1975-1998 роках село належало до Серадзького воєводства.

## Демографія
Демографічна структура станом на 31 березня 2011 року:
|          | Загалом | Допрацездатний вік | Працездатний вік | Постпрацездатний вік |
| -------- | ------- | ------------------ | ---------------- | -------------------- |
| Чоловіки | 61      | 12                 | 41               | 8                    |
| Жінки    | 58      | 13                 | 30               | 15                   |
| Разом    | 119     | 25                 | 71               | 23                   |